# Mallig
Mallig is een gemeente in de Filipijnse provincie Isabela in het noordoosten van het eiland Luzon. Bij de laatste census in 2007 had de gemeente ruim 27 duizend inwoners.

## Geografie

### Bestuurlijke indeling
Mallig is onderverdeeld in de volgende 18 barangays:
| - Binmonton - Casili - Centro I - Centro II - Holy Friday - Maligaya - Manano - Olango - Rang-ayan | - San Jose Norte I - San Jose Norte II - San Jose Sur - San Pedro - San Ramon - Siempre Viva Norte - Siempre Viva Sur - Trinidad - Victoria |

## Demografie
Mallig had bij de census van 2007 een inwoneraantal van 27.245 mensen. Dit zijn 1.327 mensen (5,1%) meer dan bij de vorige census van 2000. De gemiddelde jaarlijkse groei komt daarmee uit op 0,69%, hetgeen lager is dan het landelijk jaarlijks gemiddelde over deze periode (2,04%). Vergeleken met de census van 1995 is het aantal mensen met 3.901 (16,7%) toegenomen.

De bevolkingsdichtheid van Mallig was ten tijde van de laatste census, met 27.245 inwoners op 133,4 km², 204,2 mensen per km².